# Desmond Doss
Desmond Thomas Doss (Lynchburg, 7 februari 1919 – Piedmond, 23 maart 2006) was een Amerikaanse militair die tijdens de Tweede Wereldoorlog in het Amerikaanse leger diende als hospik. Op 12 oktober 1945 ontving Doss de Medal of Honor, de hoogste Amerikaanse militaire onderscheiding. Hij was daarmee de eerste gewetensbezwaarde die deze onderscheiding ontving. Vanwege zijn religieuze overtuiging droeg Doss tijdens zijn militaire carrière geen wapen.

## Jeugd
Doss was de oudste zoon en het middelste kind van William Thomas Doss en Bertha Edward Oliver Doss. Zijn vader was timmerman en een Eerste Wereldoorlog-veteraan die worstelde met een alcoholverslaving. Zijn moeder werkte bij de Craddock-Terry Company schoenfabriek en was een fervent kerkganger. Doss was streng religieus opgevoed en was lid van de kerk van de Zevendedagsadventisten. Na de middelbare school ging Doss aan het werk bij een lokale houtfabriek. Toen hij 21 jaar oud was, werd hij diaken bij de kerkgemeenschap.

## Militaire carrière
Op 1 april 1942 sloot hij zich aan bij het leger. Vanwege zijn religieuze achtergrond, weigerde hij een wapen te dragen. Als zevendedagadventist geloofde Doss dat hij zich aan het gebod 'Pleeg geen moord' uit de tien geboden moest houden. Daarnaast was Doss fervent tegen het werken op zaterdag: de rustdag van de zevendedagadventisten. Doss kon uitstel voor zijn dienstplicht krijgen, maar hij was van mening dat hij zijn steentje moest bijdragen. Door zich aan te sluiten bij het leger als hospik, kon Doss alsnog zijn land dienen. Doss omschreef zichzelf als 'conscientious cooperator' ('gewetensvolle medewerker').
Tijdens zijn militaire opleiding hoefde Doss geen wapentraining te volgen en kreeg hij op zaterdagen vrij om de kerkdienst te bezoeken. De opleiding was geen gemakkelijke tijd voor Doss, aangezien hij door medesoldaten en zijn meerderen werd uitgescholden. Er werden meerdere pogingen gedaan om Doss uit het leger te zetten aangezien ze hem aanzagen voor een 'lafaard'.
Zijn meerderen wilden hem uit dienst laten ontslaan vanwege geestelijke instabiliteit. Doss weigerde dit, omdat hij niet akkoord kon gaan met een ontslag vanwege zijn religie. Aangezien een ontslag vanwege zijn religie door hogerhand niet geaccepteerd zouden worden, probeerden ze Doss te laten ontslaan voor het weigeren van het dragen van een wapen. Ondanks de moeilijkheden voltooide Doss de militaire training en bleek hij een voorbeeldig militair.

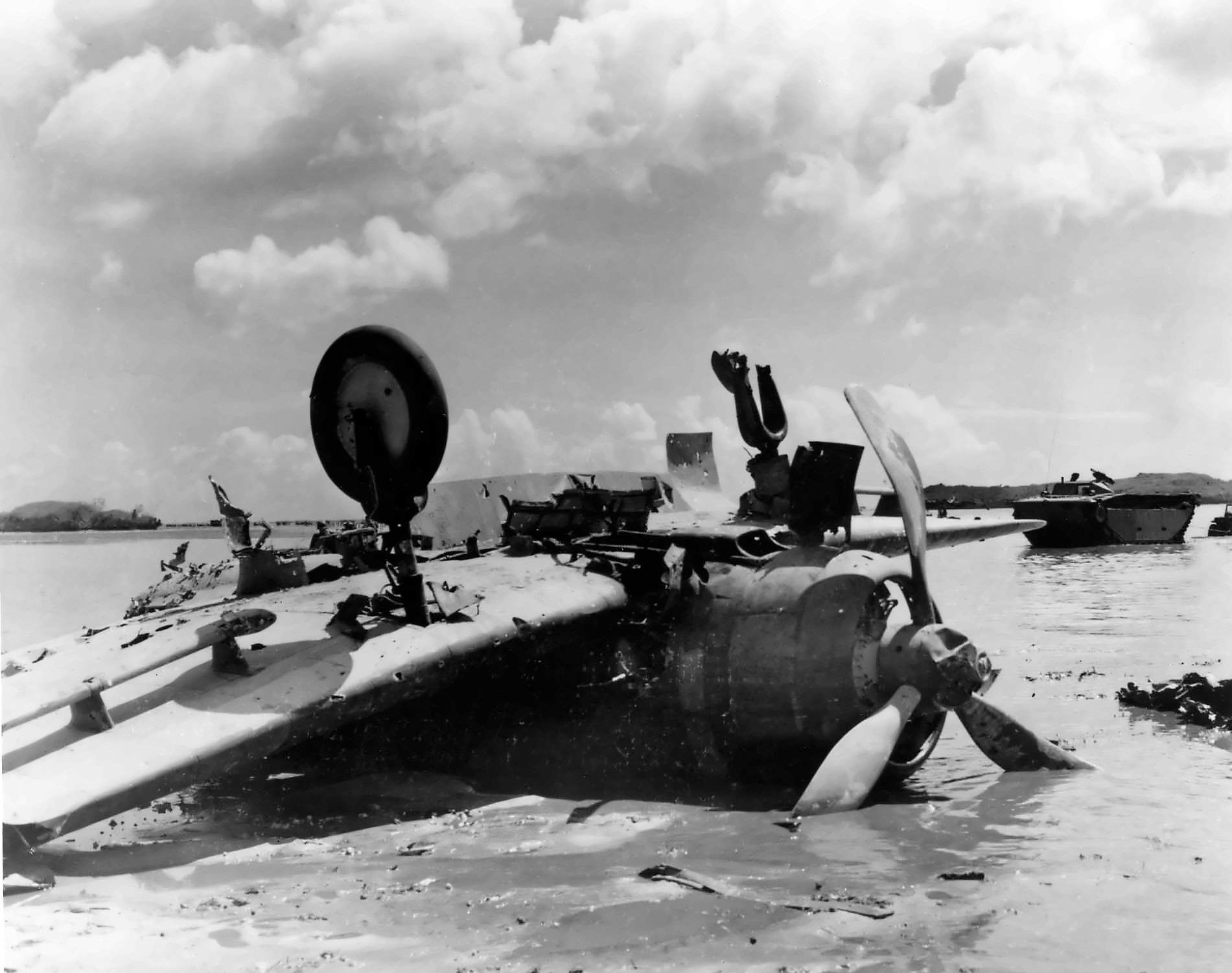
Neergestort Japans vliegtuig op het strand van Guam

### Guam en Leyte
In 1944 vertrok Doss als onderdeel van de medische eenheid van het 307de Infanterie Regiment, 77de Infanterie Divisie naar Guam. Het eiland Guam is een afzonderlijk territorium van de Verenigde Staten en was bezet door de Japanners. Voor het verzorgen van gewonden in de vuurlinie ontving Doss een Bronze Star. Later ontving hij een tweede Bronze Star voor zijn inzet bij de Slag om Leyte.

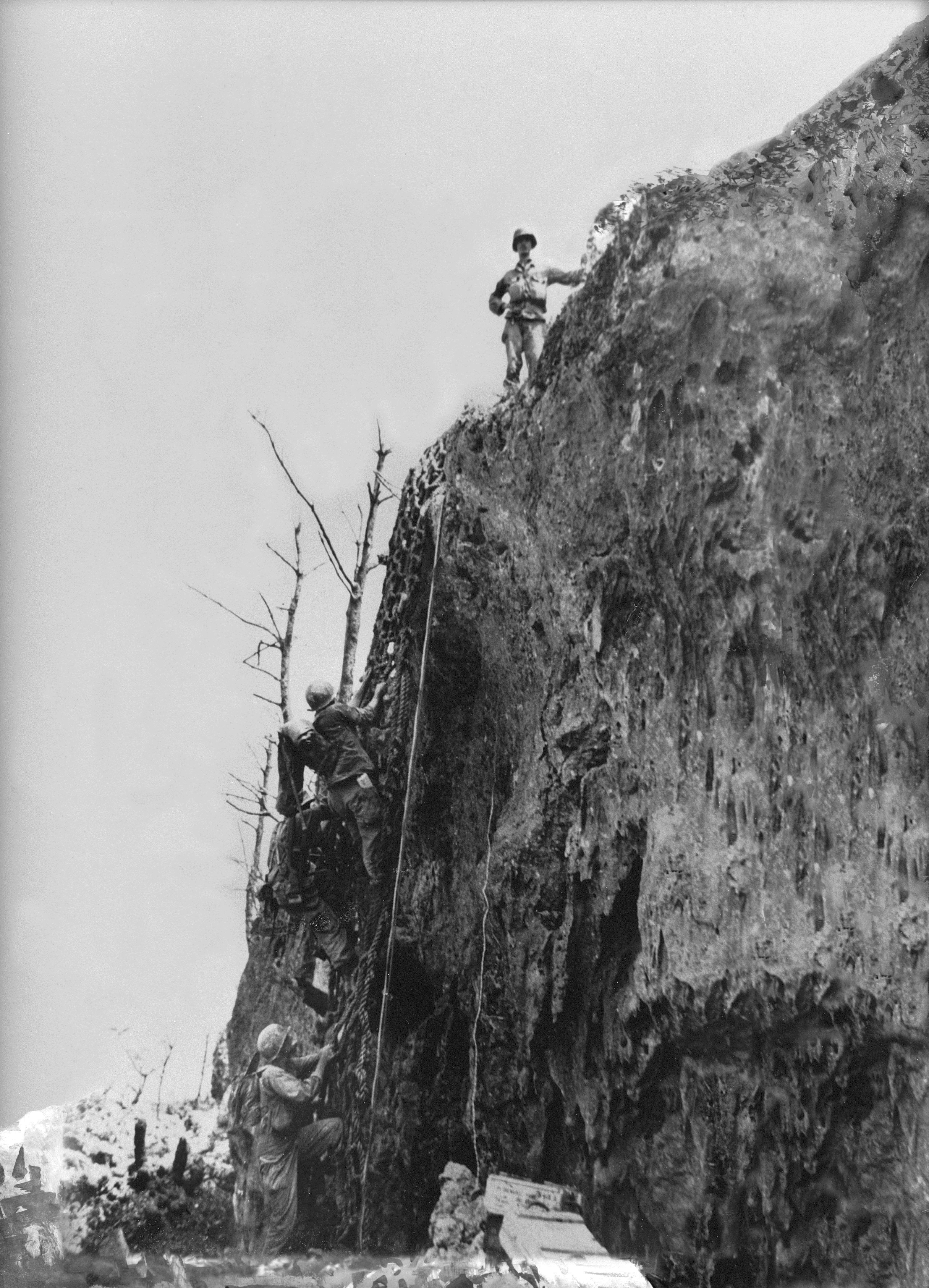
Maeda Escarpment (Hacksaw Ridge)

### Slag om Okinawa
In 1945 trok zijn eenheid richting Okinawa, op 29 april 1945 arriveerde de linie op de top van de Maeda Escarpment (Hacksaw Ridge) voor de slag om Okinawa. Zijn eenheid lag onder vuur van Japanse mitrailleurs. Doss had zijn armband die hem identificeerde als hospik afgedaan, omdat de Japanners hospikken uitschakelden. Minder medisch personeel zou er voor zorgen dat meer gewonde militairen zouden komen te overlijden doordat er onvoldoende medische hulp beschikbaar was.
Op 5 mei 1945 werden alle troepen bevolen zich terug te trekken. Doss weigerde dit, omdat er volgens hem nog ongeveer 75 gewonde militairen waren achtergebleven en zij niet op eigen kracht konden terugtrekken. Door middel van touwen wist hij de gewonden die zich bovenop de Hacksaw Ridge bevonden naar beneden te takelen.
Op 21 mei 1945 raakte Doss gewond. Hij werd door een scherpschutter in zijn arm geschoten en liep letsel door granaatscherven op. Daarnaast had hij in Leyte tuberculose opgelopen. Doss weigerde medische verpleging en gaf prioriteit aan militairen die ernstiger gewond waren dan hemzelf. Zijn verwondingen hadden als resultaat dat Doss eind mei 1945 uit het gebied geëvacueerd moest worden en hij keerde terug naar de Verenigde Staten. Doordat Doss gewond was geraakt, ontving hij drie keer een Purple Heart.

## Onderscheidingen en Decoraties

### Medal of Honor
Op 12 oktober 1945 kreeg Doss uit handen van president Harry S. Truman de Medal of Honor, de hoogste onderscheiding in de Verenigde Staten, uitgereikt. Hij werd hiermee de eerste gewetensbezwaarde die de onderscheiding ontving. De uitreiking was in de tuinen buiten bij het Witte Huis onder toeziend oog van de pers, fotografen en andere genodigden. Bij het uitreiken van de onderscheiding zei president Truman dat hij trots was op Doss en dat het uitreiken van de onderscheiding een nog grotere eer was dan het zijn van president.

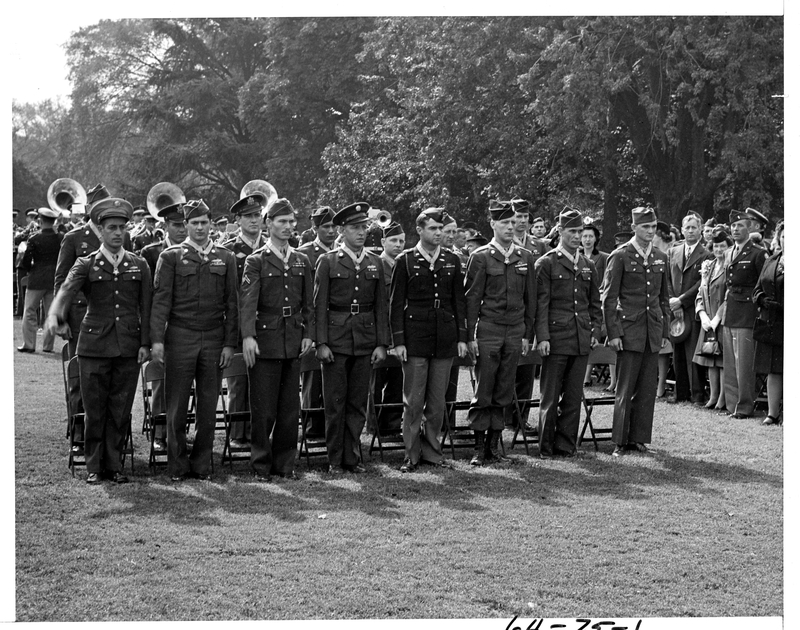
Uitreikingsceremonie
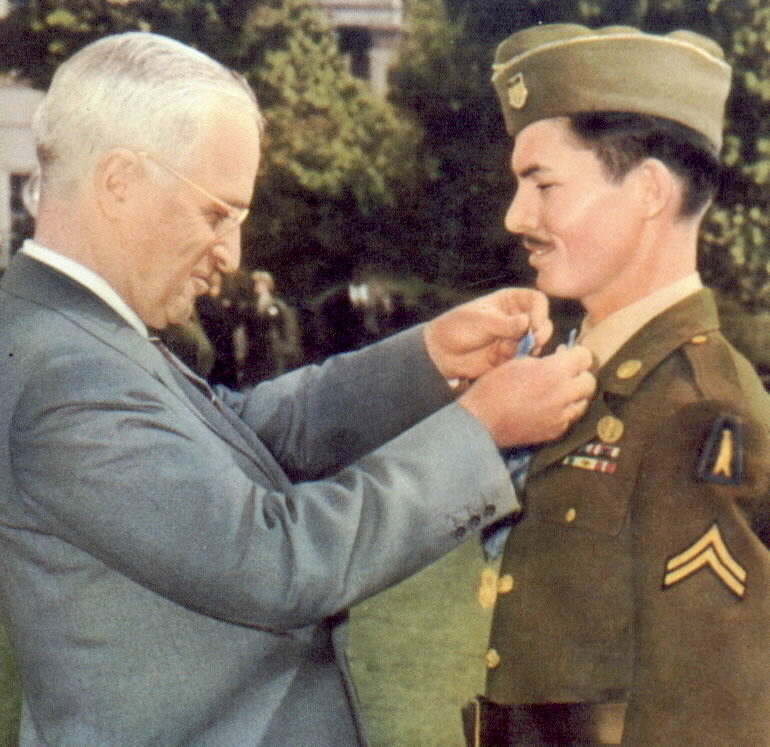
President Truman (links) reikt de Medal of Honor uit aan Doss
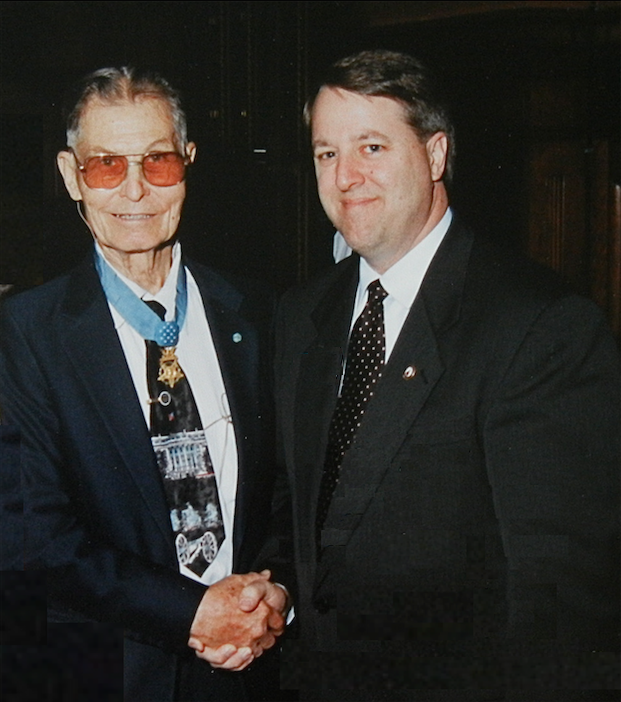
Doss op latere leeftijd met zijn Medal of Honor

### Speech van president Truman
| The President of The United States of America, authorized by Act of the Congress, 3 March 1863, has awarded in The name of Congress The Medal Of Honor To: Private First Class Desmond T. Doss Private First Class Desmond T. Doss, United States Army, Medical Detachment, 307th Infantry, 77th Infantry Division. Near Urasoe-Mura, Okinawa, Ryukyu Islands, 29 April – 21 May 1945. He was a company aid man when the 1st Battalion assaulted a jagged escarpment 400 feet high. As our troops gained the summit, a heavy concentration of artillery, mortar and machinegun fire crashed into them, inflicting approximately 75 casualties and driving the others back. Private First Class Doss refused to seek cover and remained in the fire-swept area with the many stricken, carrying them one by one to the edge of the escarpment and there lowering them on a rope-supported litter down the face of a cliff to friendly hands. On 2 May, he exposed himself to heavy rifle and mortar fire in rescuing a wounded man 200 yards forward of the lines on the same escarpment; and two days later he treated four men who had been cut down while assaulting a strongly defended cave, advancing through a shower of grenades to within eight yards of enemy forces in a cave's mouth, where he dressed his comrades' wounds before making four separate trips under fire to evacuate them to safety. On 5 May, he unhesitatingly braved enemy shelling and small arms fire to assist an artillery officer. He applied bandages, moved his patient to a spot that offered protection from small-arms fire and, while artillery and mortar shells fell close by, painstakingly administered plasma. Later that day, when an American was severely wounded by fire from a cave, Private First Class Doss crawled to him where he had fallen 25 feet from the enemy position, rendered aid, and carried him 100 yards to safety while continually exposed to enemy fire. On 21 May, in a night attack on high ground near Shuri, he remained in exposed territory while the rest of his company took cover, fearlessly risking the chance that he would be mistaken for an infiltrating Japanese and giving aid to the injured until he was himself seriously wounded in the legs by the explosion of a grenade. Rather than call another aid man from cover, he cared for his own injuries and waited five hours before litter bearers reached him and started carrying him to cover. The trio was caught in an enemy tank attack and Private First Class Doss, seeing a more critically wounded man nearby, crawled off the litter and directed the bearers to give their first attention to the other man. Awaiting the litter bearers' return, he was again struck, this time suffering a compound fracture of one arm. With magnificent fortitude he bound a rifle stock to his shattered arm as a splint and then crawled 300 yards over rough terrain to the aid station. Through his outstanding bravery and unflinching determination in the face of desperately dangerous conditions Private First Class Doss saved the lives of many soldiers. His name became a symbol throughout the 77th Infantry Division for outstanding gallantry far above and beyond the call of duty. October 12, 1945 — Harry S. Truman | De president van de Verenigde Staten van Amerika, gemachtigd door de Wet van het Congres van 3 maart 1862, kent in de naam van het Congress de Medal of Honor toe aan: Soldaat eerste klasse Desmond T. Doss Soldaat eerste klasse Desmond T. Doss, United States Army, medische eenheid, 307de infanterie, 77de infanteriedivisie. In de buurt van Urasoe-Mura, Okinawa, Ryukyu eilanden, 29 april – 21 mei 1945. Hij was een compagnieshulp toen het eerste bataljon een helling van 121 meter aanviel. Toen onze troepen de helling in bezit namen, werden zij onder vuur genomen met zware artillerie, mortieren en machinegeweren, wat resulteerde in ongeveer 75 slachtoffers en waardoor anderen zich moesten terugtrekken. Soldaat eerste klas Doss weigerde om dekking te zoeken en bleef achter in de door brand verwoeste gebied samen met de vele gewonden. Hij droeg hen één voor één naar de rand van de helling waarna hij ze met een draagstoel bevestigd aan touwen naar beneden liet zakken en in veiligheid bracht. Op 2 mei stelde hij zichzelf bloot aan zwaar geweer- en mortiervuur bij het redden van een gewonde man die zich 182 meter voorbij de linie bevond. Twee dagen later behandelde hij vier mannen die waren neergehaald tijdens het aanvallen van een sterk verdedigde grot, oprukkend door een regen van granaten tot op acht meter van vijandelijke troepen in de ingang van een grot, waar hij de wonden van zijn kameraden verzorgde voordat hij onder vuur vier afzonderlijke tochten maakte om ze in veiligheid te brengen. Op 5 mei trotseerde hij zonder aarzelen vijandelijke beschietingen om een artillerieofficier bij te staan. Hij bracht verband aan, verplaatste zijn patiënt naar een plek die bescherming bood tegen beschietingen en diende, terwijl artillerie- en mortiergranaten dichtbij vielen, plasma toe. Later die dag, toen een Amerikaan zwaar gewond raakte door beschietingen vanuit een grot, kroop soldaat eerste klas Doss naar hem toe naar de plek die op 7,5 meter afstand lag van de vijandelijke linie, verleende hulp en droeg hem 100 meter om hem in veiligheid te stellen, terwijl hij voortdurend werd blootgesteld aan vijandelijk vuur. Op 21 mei bleef hij tijdens een nachtelijke aanval op hoge grond nabij Shuri in onbeschut gebied terwijl de rest van zijn compagnie dekking zocht, onbevreesd de kans riskerend dat hij zou worden aangezien voor een infiltrerende Japanner en hulp verleende aan de gewonden totdat hij zelf ernstig gewond raakte aan zijn benen door de ontploffing van een granaat. In plaats van vanuit dekking een andere hulpverlener te roepen, verzorgde hij zijn eigen verwondingen en wachtte vijf uur voordat dragers hem bereikten en hem naar een veilige plek konden verplaatsen. Het trio werd betrapt bij een vijandelijke tankaanval en soldaat eerste klas Doss, die een ernstigere gewonde man in de buurt zag, kroop van de brancard en gaf de dragers opdracht prioriteit te geven aan de andere man. In afwachting van de terugkeer van de dragers van de dragers, werd hij opnieuw geraakt, wat leidde tot een gecompliceerde breuk in een arm. Met geweldige vastberadenheid bond hij een geweerkolf als een spalk aan zijn verbrijzelde arm en kroop toen 300 meter over ruw terrein naar de hulppost. Door zijn buitengewone moed en onwankelbare vastberadenheid in het licht van wanhopig gevaarlijke omstandigheden redde soldaat eerste klas Doss de levens van vele soldaten. Zijn naam werd in de hele 77de infanterie divisie een symbool voor uitzonderlijke dapperheid, ver buiten de plicht. 12 oktober 1945 — Harry S. Truman |

### Andere onderscheidingen
- Combat Medical Badge
- 3 x Purple Heart
- 2 x Bronze Star – waarvan 1 met Eikenloof en 1 met "V" device
- World War II Victory Medal
- Presidential Unit Citation (United States)
- Good Conduct Medal
- Philippine Liberation Medal – met een Bronze 4,8 mm miniatuur Service Star
- Asiatic-Pacific Campaign Medal – met een Bronze Arrowhead device en driemaal Bronze 4,8 mm miniatuur Service Star
- Meritorious Unit Commendation
- American Campaign Medal

## Eerbetonen

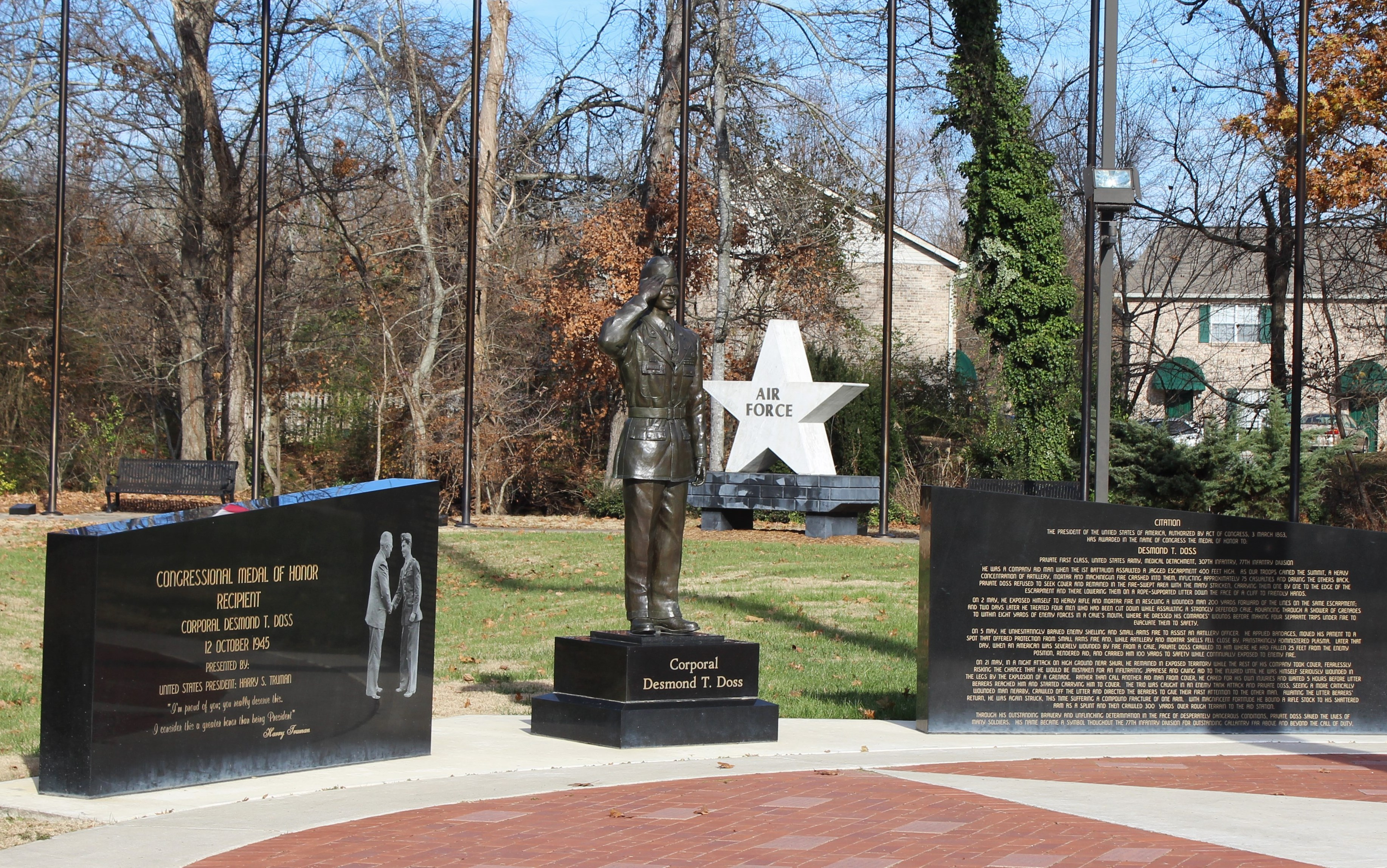
Standbeeld ter nagedachtenis aan Doss in Veteran's Memorial Park Collegedale, Tennessee.

- Er zijn twee snelwegen naar hem vernoemd: een deel van Georgia Highway 2 – The Desmond Doss Medal of Honor Highway – en een deel van Alabama Highway 9 – Desmond T. Doss Sr. Memorial Highway.

- Een deel van Route 501 nabij Peaks View Park heet "Pfc. Desmond T. Doss Memorial Expressway." Veteranen uit het gebied eren hem door de borden die op dit deel van de weg gebruikt worden meerdere keren per jaar te versieren, meestal rond patriottische feestdagen.[9]
- In 1951 werd Camp Desmond T. Doss opgericht in Grand Ledge in Michigan om jonge Zevendedagsadventisten op te leiden om dienst te doen in het leger. Dit kamp was betrokken tijdens de oorlogen in Korea en Vietnam totdat het pand in 1988 werd verkocht.[10]

## Media en literatuur
Het verhaal van Doss verscheen diverse malen in de media. Zo verscheen Doss in 1959 in een aflevering van This Is Your Life. In 2004 werd de documentaire The Conscientious Objector uitgebracht over het leven van Doss. Twee jaar later verscheen de driedelige televisieserie It Is Written. In 2016 verscheen de film Hacksaw Ridge, geregisseerd door Mel Gibson, over het optreden van Doss bij de Slag om Okinawa.

## Galerij

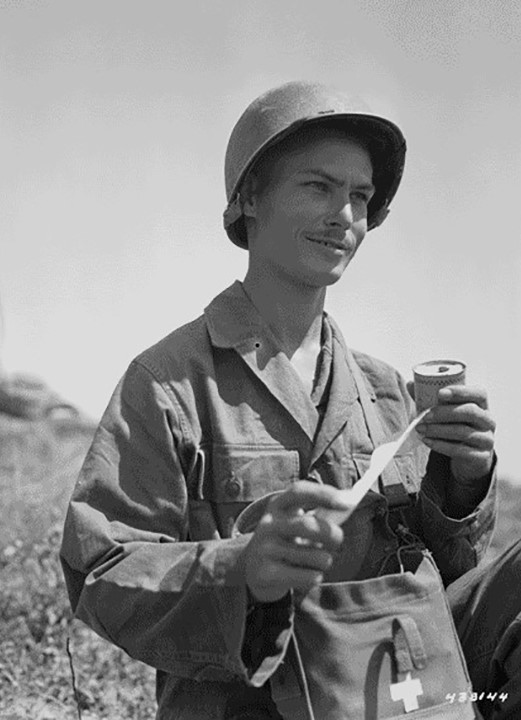
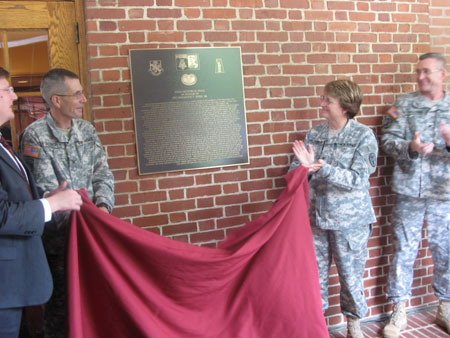
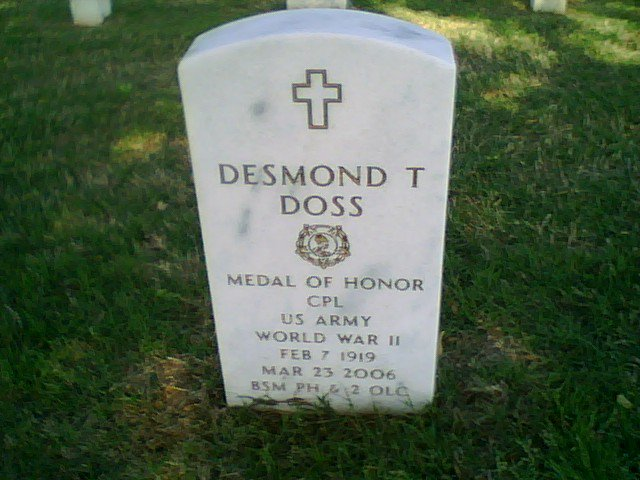
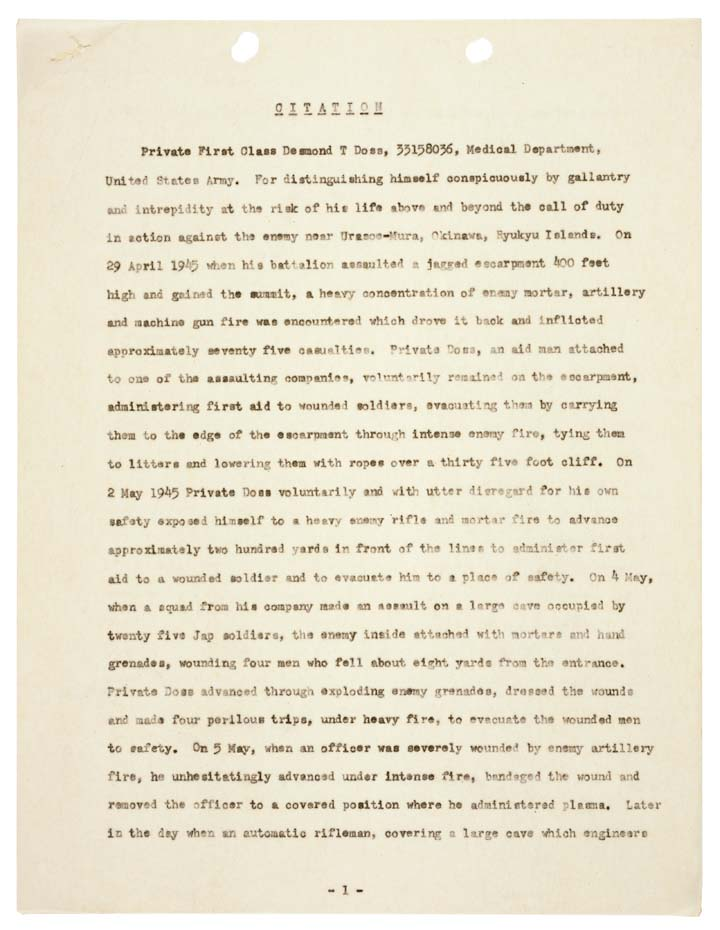
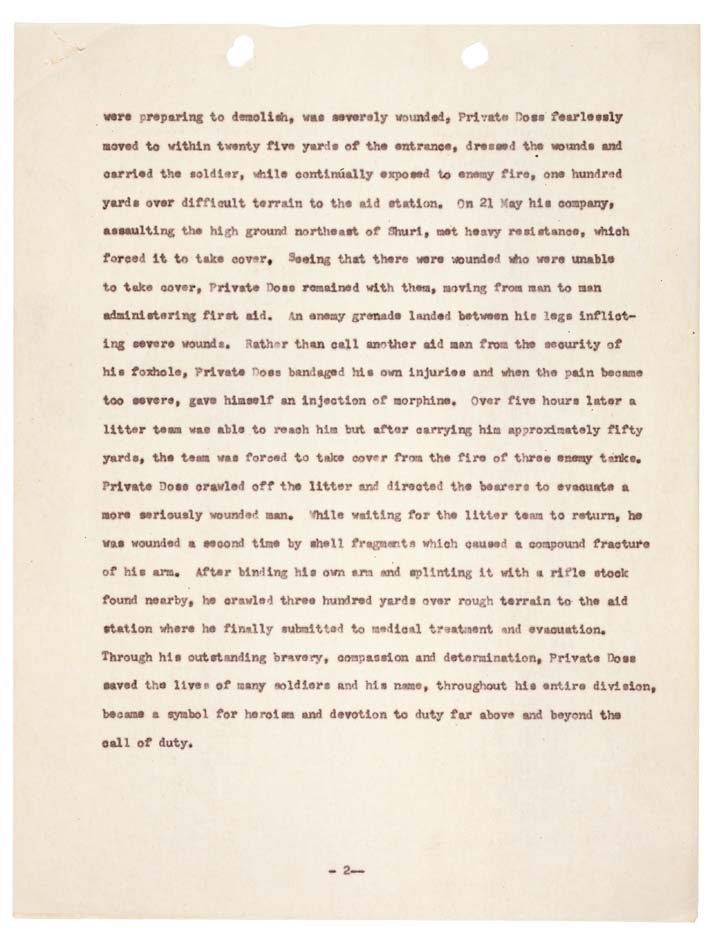

- International Standard Name Identifier: 0000 0000 3989 9122
- Library of Congress Control Number: n2005067973
- National Archives and Records Administration: 10601398
- Nationale Bibliotheek van Tsjechië: xx0239340
- SNAC: w69321j0
- Virtual International Authority File: 9259404
- WorldCat: E39PBJht73mBmXTmPBpcBtmrv3